# Topsmead State Forest
Topsmead State Forest ist ein State Forest im US-Bundesstaat Connecticut auf dem Gebiet der Gemeinde Litchfield. Das Gelände gehörte zur Sommerresidenz von Edith Morton Chase, der Tochter von Henry Sabin Chase. Ihr Vater war der erste Präsident der Chase Brass and Copper Company. Nach ihrem Tod 1972 vermachte sie das Haus und seine Ländereien an den Staat Connecticut.

## Geographie
Der Forst liegt im Einzugsgebiet des Naugatuck River. Das Farmhaus im Tudor-Stil ist bei Führungen öffentlich zugänglich. Zum Haus gehören englische Rasenflächen und Ziergärten. Der größte Teil der 249 ha (615 acre) wird zur extensiven Heugewinnung genutzt, um seltene Vogelarten zu schützen.

## Tierwelt
Auf den Grasflächen nisten Arten wie Reisstärling und Savannah sparrow (Passerculus sandwichensis).